# Parque paisagístico de Gostynin e Włocławek

Logo

Parque paisagístico de Gostynin e Włocławek – o parque paisagístico na Polónia ficando entre Płock, Gostynin, Łąck, Włocławek e Kowal que protege o terreno vasto da vale antiga de Vístula. No terreno do parque ficam vastos complexos florestais, o território e encoberto, quase todo, com o Complexo Florestal de Promoção de Lasy Państwowe  “Bosques de Gostynin e Włocławek”.
O parque tem a área de 389,50 quilômetros quadrados, a zona protegida exterior tem 141,95 quilômetros quadrados.
No terreno do parque ficam muitos objetos protegidos como um carvalho Jan cuja idade é estimada para 300 anos - tem 20 m da altitude, o perímetro tem mais do que 500 cm. Ficam ali muitos lagos glaciais (por exemplo Lucieńskie, Radyszyn, Łąkie). A qualidade do parque e a dominação da vegetação florestal. Predominam selvas de pinheiro e misturadas. Em vales de rios e ao redor de lagos concentra-se uma vegetação ripária e amieiros. Nos arredores de Łącko fica o complexo da floresta decídua e bosque de carvalho. 

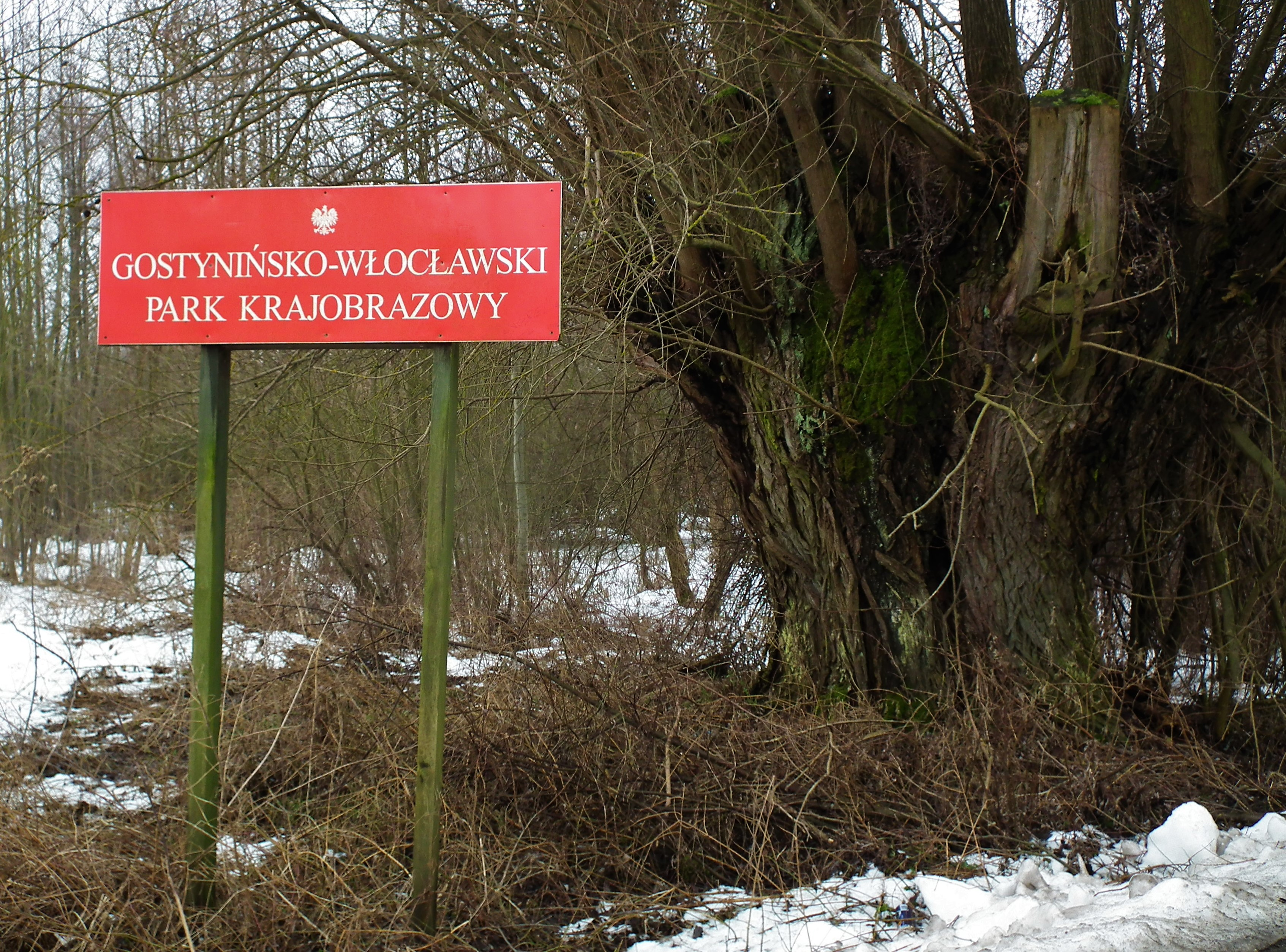
Placa em Modzerowo

Nos anos 80 do século XX os caçadores sob a direção de Czesław Sielicki e Grzegorz Wiśniewski soltaram no terreno do parque alguns castores que se acomodaram aqui perfeitamente. A curiosidade zoológica estão linces que chegaram aqui do Bosque de Kampinos e acomodaram-se. Nos planos está também a reintrodução de lobos.
No parque, até 2008, funcionou o Centro de Reabilitação e Reprodução dos Aves Protegidos, criado por Czesław Sielicki que se ocupava principalmente a reprodução de falcão-peregrino. O Centro foi liquidado por director do parque no início de 2009. A reintrodução de falcão-peregrino e conduzida no territorio do parque por Stowarzyszenie na Rzecz Dzikich Zwierząt „Sokół”.

## Reservas naturais
Reservas que ficam no terreno do parque paisagístico de Gostynin e Włocławek:
- reservas que ficam na voivodia Kujawsko-Pomorskie:
  - Gościąż
  - Jazy
  - Lago Rakutowskie
  - Olszyny Rakutowskie
  - Wójtowski Grąd
- reservas que ficam na voivodia Mazowsze
  - Jastrząbek
  - Kresy
  - Komory
  - Lucień
  - Lubaty
  - Łąck
- reservas que ficam na zona protegida exterior (na voivodia Mazowsze)
  - Dąbrowa Łącka
  - Lago Drzezno
  - Korzeń

As reservas naturais que estão no planejamento: „Olszyny Bobrowe”, „Bór Widłakowy” e „Krucze Góry”.